# Aleksandr Safonov
Pour les articles homonymes, voir Safonov.
Aleksandr Safonov (en russe : Александр Сафонов) est un joueur russe de volley-ball né le 17 juin 1991 à Belgorod (oblast de Belgorod, alors en URSS). Il mesure 2,05 m et joue central. Il totalise 30 sélections en équipe de Russie.

## Clubs
| Club               | De        | À         |
| ------------------ | --------- | --------- |
| Lokomotiv Belgorod |           | 2012-2013 |
| Prikame Perm       | 2013-2014 | ...       |

## Palmarès
- Championnat du monde des moins de 21 ans (1)
  - Vainqueur : 2011
- Championnat d'Europe des moins de 21 ans (1)
  - Vainqueur : 2010
- Championnat de Russie (1)
  - Vainqueur : 2013
- Coupe de Russie (1)
  - Vainqueur : 2012
- Supercoupe de Russie (1)
  - Vainqueur : 2013